# Marshall, Texas
Marshall là một thành phố ở tiểu bang Texas, Hoa Kỳ. Thành phố thuộc quận Harrison ở góc đông bắc của Texas. Marshall là một trung tâm văn hóa và giáo dục ở Đông Texas và khu vực ba bang. Theo điều tra dân số 2010, dân số của Marshall là khoảng 23.523 người. Thành phố là quận lỵ của quận Harrison.
Marshall là một trung tâm chính trị và sản xuất của bang ly khai trong cuộc nội chiến và là một trung tâm đường sắt chính của đường sắt T&P từ cuối thế kỷ 19 cho đến giữa thế kỷ 20. Cộng đòng dân số người Mỹ gốc Phi lớn và sự hiện diện của các tổ chức giáo dục trên phổ thông của người da đen cao hơn đã kiến Marshal là một trung tâm của phong trào quyền dân sự ở Nam Hoa Kỳ. Thành phố này được biết đến để giữ một trong những lễ hội ánh sáng lớn nhất tại Hoa Kỳ, Wonderland of Lights,, và là thủ đô gốm tự công bố của thế giới, cho ngành công nghiệp đồ gốm khá lớn của thành phố.
Marshall cũng được gọi bằng biệt danh khác nhau; Thủ đô Văn hóa Đông Texas, "cửa ngõ Texas", "Athens Texas". Thành phố của Bảy ngọn cờ và "Sân khấu Trung tâm", một khẩu hiệu thương hiệu đã được thông qua bởi Hội nghị Marshall và Phòng khách hàng.